# Naubaisa Gaon
Naubaisa Gaon é uma vila no distrito de Jorhat, no estado indiano de Assam.

## Demografia
Segundo o censo de 2001, Naubaisa Gaon tinha uma população de 5042 habitantes. Os indivíduos do sexo masculino constituem 51% da população e os do sexo feminino 49%. Naubaisa Gaon tem uma taxa de literacia de 81%, superior à média nacional de 59,5%: a literacia no sexo masculino é de 88% e no sexo feminino é de 74%. Em Naubaisa Gaon, 8% da população está abaixo dos 6 anos de idade.